# Condado de Contra Costa
El condado de Contra Costa es un condado situado en el área de la bahía de San Francisco del estado de California en los EE. UU. La población del condado (año 2000) era de 948 816 habitantes, y la sede de condado es la ciudad de Martínez.

## Historia
Hay una larga pero poco documentada historia de la habitación humana en esta área, con el actual condado conteniendo porciones de regiones pobladas por varias tribus nativas americanas.
La interacción primera entre los europeos y los indios llegó con la colonización española y el establecimiento de las misiones en San Francisco (Misión San Francisco de Asís), San José (Misión San José), y Sonoma (Misión San Francisco Solano) y del Presidio de San Francisco en 1776. Aunque no establecieron misiones en este condado, había mucha influencia española a través del establecimiento de los ranchos otorgados por el Rey a sus colonos leales.
En 1821 México ganó su independencia de España. Aunque poco cambió en la vida ranchera, la guerra de independencia resultó en un nuevo sistema de concesiones bajo la Ley Federal de 1824 y la secularización de las misiones y la redistribución de sus tierras en 1833. El área que actualmente está ocupada por el condado era dividida en 15 ranchos.
- En 1823, la primera concesión, Rancho San Pablo fue otorgado a Francisco María Castro por el gobernador Luis Antonio Argüello. En 1834 el gobernador José Figueroa reconfirmó la subvención para sus herederos.
- Dos ranchos, ambos llamados Rancho San Ramón y ubicados en el Valle de San Ramón, fueron otorgados por el gobernador Figueroa en 1833; el norteño a Mariano Castro, y el sureño a Bartolomé Pacheco.
- Rancho Acalanes fue dado por gobernador Figueroa a Candelario Valencia en 1834.
- El Rancho Arroyo de las Nueces y Bolbones fue otorgado a Juana Sánchez de Pacheco en el mismo año. Era nombrado por el Arroyo de las Nueces y un grupo indígena, los Bolbones.
- El Rancho Monte del Diablo fue otorgado a Salvio Pacheco en 1834.
- Un rancho llamado Rancho Los Médanos fue otorgado a José Antonio Mesa y José Miguel García en 1817 por el gobernador José Castro; Entonces, un otro cerca otorgado a José Noriega (y más tarde, poseído por John Marsh), fue nombrado Rancho Los Méganos para diferenciar los dos.
- Laguna de los Palos Colorados fue dado por el gobernador Juan Alvarado a Joaquín Moraga y su primo Juan Bernal en 1841. Su casa de hacienda, el Adobe Moraga, todavía existe en Orinda.
- Rancho El Sobrante fue otorgado por gobernador Alvarado a Juan José y Víctor Ramón Castro en 1841.
- En 1842, gobernador Alvarado otorgó Rancho Boca de la Cañada del Pinole a María Manuela Valencia, Rancho El Pinole a Ygnacio Martínez, y Rancho Cañada del Hambre y Las Bolsas a Teodoro Soto.
- En 1844, gobernador Manuel Micheltorena otorgó los últimos ranchos: Rancho Las Juntas a William Welch y Rancho Cañada de los Vaqueros a Antonio Higuera, Francisco Alviso y Manuel Miranda.

Las tierras fuera de los ranchos eran consideradas "sobrantes", o tierra común. La ley de 1824 exigía la construcción de una casa dentro de un año. Vallas no estaban requeridos y fueron prohibidos donde pudieran interferir con los caminos o senderos. Una familia regular de la época requirió aproximadamente 2000 cabezas de ganado y dos leguas cuadras de tierra para vivir cómodamente.
El condado de Contra Costa fue creado con la incorporación de California, en 1850. El condado iba a ser llamado originalmente Condado de Monte Diablo. Su nombre actual fue elegido por su ubicación al otro lado de la bahía de San Francisco. Porciones de su territorio, incluyendo la mayoría de la parte sur, se dio para formar el Condado de Alameda en 1853.

## Geografía
Este condado está ubicado en la costa este de la bahía de San Francisco, por lo que toma su nombre, estando del lado opuesto a San Francisco.
El condado cuenta con un área absoluta de 2078 km² (802 mi²). 1865 km² (720 mi²) son tierra mientras que 213 km² (82 mi²) son agua. 

### Condados adyacentes
- Condado de Solano (norte)
- Condado de Sacramento (noreste)
- Condado de San Joaquín (sureste)
- Condado de Alameda (sur)
- Condado de San Francisco (suroeste)
- Condado de Marin (oeste)

## Localidades

### Ciudades incorporadas

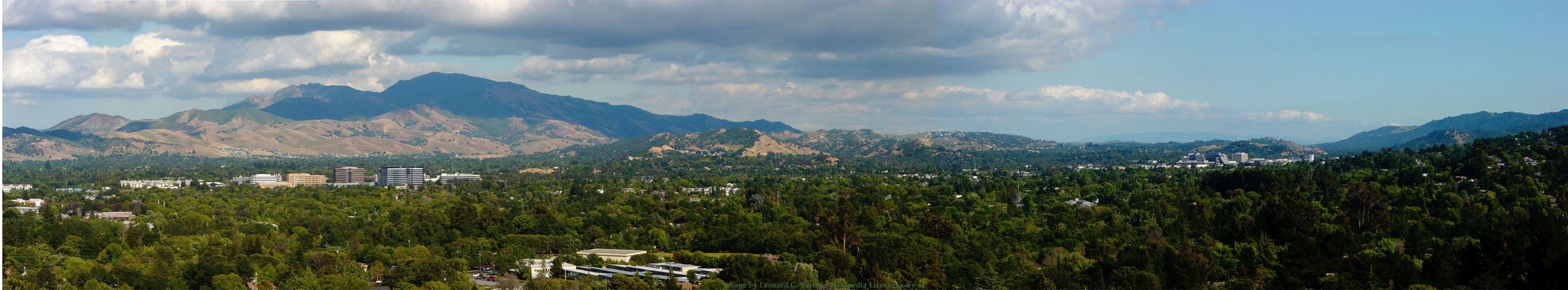
Región central del condado de Contra Costa — Monte Diablo, y partes de Concord, Pleasant Hill, y Walnut Creek.

Antioch |
Brentwood |
Clayton |
Concord |
Danville |
El Cerrito |
Hércules |
Lafayette |
Martínez |
Moraga |
Oakley |
Orinda |
Pinole |
Pittsburg |
Pleasant Hill |
Richmond |
San Pablo |
San Ramón |
Walnut Creek |

### Lugares designados por el censo
Acalanes Ridge |
Alhambra Valley |
Álamo |
Bay Point |
Bayview |
Blackhawk |
Bayview-Montalvin |
Bethel Island |
Blackhawk-Camino Tassajara |
Byron |
Camino Tassajara |
Clyde |
Contra Costa Centre |
Crockett |
Diablo |
Discovery Bay |
East Richmond Heights |
El Sobrante |
Kensington |
Knightsen |
Mountain View |
Norris Canyon |
North Gate |
North Richmond |
Pacheco |
Port Costa |
Reliez Valley |
Rodeo |
Rollingwood |
San Miguel |
Saranap |
Shell Ridge |
Tara Hills |
Vine Hill |
Waldon

### Áreas no incorporadas
Alamo Oaks |
Arbor |
Avon |
Bancroft |
Bayo Vista |
Bixler |
Bridgehead |
Canyon |
Christie |
Cornwall |
Crolona Heights |
Diamond |
East Richmond |
Eastport |
Four Corners |
Franklin Canyon |
Gateley |
Glen Frazer |
Herpoco |
Hookston |
Las Juntas |
Los Médanos |
Luzón |
Maltby |
Marsh Creek Springs |
McAvoy |
Meinert |
Monsanto |
Montalvin |
Muir |
Neroly |
Newlove |
Nichols |
Oleum |
Orinda Village |
Orwood |
Ozol |
Rheem |
Rock City |
Selby |
Shore Acres |
Sobrante |
Sparkle |
Stege |
Tassajara |
Tormey |
Valle Vista |
Valona |
Walnut Heights |
Werner

### Parques Estatales y áreas protegidas
- Parque Estatal Eastshore
- Parque Estatal Monte Diablo
- Área de Recreación Regional Kennedy Grove
- Orilla Regional Estrecho de Carquinez
- Orilla Regional Martínez
- Orilla Regional Punta Isabel
- Orilla Regional Punta Pinole

- Naturaleza Regional Las Trampas
- Naturaleza Regional Acalanes
- Parque Regional Bishop Ranch
- Parque Regional Briones
- Parque Regional Cerros de Crockett
- Parque Regional Contra Loma
- Parque Regional Meseta de Vargas

- Parque Regional Piedemontes de Monte Diablo
- Parque Regional Tilden
- Parque Regional Wildcat Canyon
- Reserva Regional Black Diamond Mines
- Reserva Regional Cuevas de Vasco
- Reserva Botánica Regional Cresta de Sobrante

### Lagos
- Embalse Briones
- Embalse de Lafayette
- Embalse de San Pablo

### Ríos
- Río Sacramento
- Río San Joaquín
- Arroyo Alhambra
- Arroyo Baxter
- Arroyo Castro
- Arroyo del Cerrito
- Arroyo del Hambre
- Arroyo Pacheco
- Arroyo del Pinole

- Arroyo de los Poblanos
- Arroyo del Refugio
- Arroyo Rheem
- Arroyo del Rodeo
- Arroyo San Pablo
- Arroyo San Ramón Sur
- Arroyo de Tassajara
- Arroyo Wildcat
- Fluvius Innominatus (Arroyo Central)

### Museos & sitios históricos
- Sitio Histórico Nacional Eugene O'Neil
- Sitio Histórico Nacional John Muir
- Casa de adobe de don Fernando Pacheco
- Casa de adobe de don Juan Bautista Alvarado
- Casa de adobe de don Joaquín Moraga
- Casa de adobe de don Salvio Pacheco
- Casa de adobe de don Vincente Martínez
- Casa de adobe de don Víctor Castro (demolido)
- Casa de don Francisco Galindo
- Rancho Borges

## Demografía

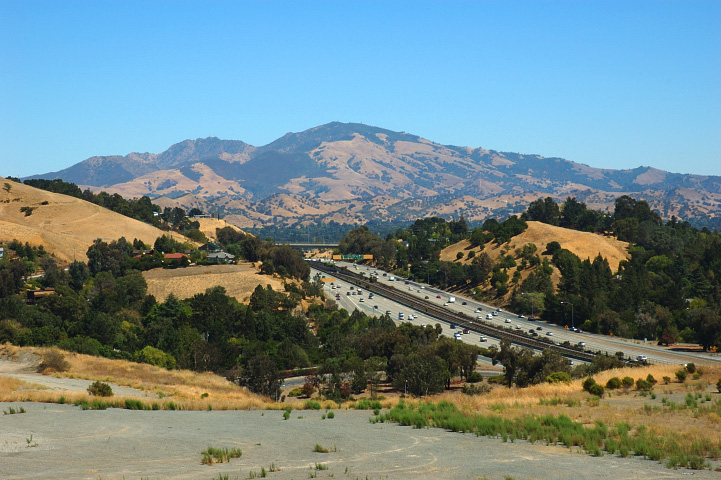
Monte Diablo.

Según el censo de 2000, había 948 816 personas, 344 129 hogares, y 242 266 familias que residían en el condado. La densidad demográfica era de 509/km² (1318/mi²). Había 354 577 unidades de domicilio en una densidad media de 190/km² (492/mi²). 
La composición racial de los habitantes del condado era: 65,50% blancos, 9,36% negro o afroamericano, 0,61% americano nativo, 10,96% asiático, 0,37% del pacífico, 8,06% de otras razas y 5,13% de dos o más razas. El 17,68% de la población es hispano o latino de cualquier raza. 
Hay 344 129 hogares de los cuales el 35,4% tienen niños menores de 18 años. El 54,5% son parejas casadas, el 11,5% tienen una mujer sin marido presente, y el 29,6% no son familias. En el 22,9% de los hogares viven personas solas y el 8,0% tienen a algún mayor de 65 años viviendo solo. 
La población del condado por edad es de: 26,5% menores de 18, 7,7% de 18 a 24, 30,6% de 25 a 44, 23,9% de 45 a 64 y 11,3% mayores de 65. La edad media es de 36 años. Por cada 100 mujeres hay 95,4 hombres. Por cada 100 mujeres mayores de 18 hay 92,2 hombres.
Los ingresos medios en cada vivienda del condado son de 63 675 dólares y los ingresos medios por familia de 73 039. Los hombres tienen unos ingresos medios de 52 670 frente a los 38 630 de las mujeres. Los ingresos per cápita del condado son de 30 615. El 7,6% de la población y el 5,4% de las familias están por debajo del umbral de pobreza. El 9,8% de los menores de 18 y el 6,0% de los mayores de 65 están por debajo del umbral de pobreza.

## Transporte

### Principales autopistas
- Interestatal 80
- Interestatal 580
- Interestatal 680
- Ruta Estatal de California 4
- Ruta Estatal de California 24
- Ruta Estatal de California 160
- Ruta Estatal de California 242
- San Pablo Avenue – conocida anteriormente como  U.S. Route 40

## Educación
La Biblioteca del Condado de Contra Costa gestiona las bibliotecas públicas.